# Ericentrodea
 Ericentrodea   S.F.Blake & Sheriff, 1923 è un genere di piante angiosperme dicotiledoni della famiglia delle Asteraceae, sottofamiglia Asteroideae, tribù Coreopsideae e sottotribù Coreopsidinae.

## Etimologia
Il nome scientifico del genere è stato definito dai botanici Sidney Fay Blake (1892-1959) e Earl Edward Sherff (1886-1966) nella pubblicazione " Journal of the Washington Academy of Sciences. Baltimore, MD" ( J. Wash. Acad. Sci. 13: 104 ) del 1923.

## Descrizione
Portamento. L'habitus delle piante di questo genere è erbaceo o arbustivo tipo viti.
Fusto. La parte aerea in genere è eretta, semplice o ramosa. La parte ipogea del fusto può essere rizomatosa o simile a quella delle Cormofite. 
Foglie. Le foglie lungo il caule sono disposte in modo opposto. Le foglie sono sessili o picciolate. Le forme delle lamine variano da ovate a deltate; mentre il tipo di lamina è composta (2-3- pennate con segmenti lanceolati o lineari). I margini sono interi o dentati. Le superfici sono glabre o pelose.
Infiorescenza. Le sinflorescenze sono formate da capolini terminali disposti in forme corimbose. Le infiorescenze vere e proprie sono composte da un capolino peduncolato di tipo discoide (raramente radiato). I capolini sono formati da un involucro, con forme da emisferiche o campanulate, composto da diverse brattee al cui interno un ricettacolo fa da base ai fiori di due tipi: fiori del raggio (se presenti) e fiori del disco. Le brattee sono persistenti, spesso sono dimorfe, hanno dimensioni scalate e sono disposte su 2-4 serie. Quelle esterne sono riflesse e erbacee (di colore verde), quelle più interne sono erette e membranose. I margini delle brattee possono essere scariosi. I ricettacoli, strutture alla base dei fiori, sono convessi e sono provvisti di pagliette a protezione dei fiori stessi.
Fiori.  I fiori sono tetra-ciclici (formati cioè da 4 verticilli: calice – corolla – androceo – gineceo) e pentameri (calice e corolla formati da 5 elementi). Si distinguono in:
- fiori del raggio (esterni): sono femminili (fertili o sterili) e sono disposti su una o più serie; la forma è ligulata (zigomorfa); possono essere assenti;
- fiori del disco (centrali): hanno forme brevemente tubulose (attinomorfe); sono ermafroditi o funzionalmente staminali. I fiori periferici qualche volta sono zigomorfi.

- Formula fiorale:

*/x K {\displaystyle \infty }, [C (5), A (5)], G 2 (infero), achenio 
- Calice: i sepali del calice sono ridotti ad una coroncina di squame.

- Corolla:

- fiori del raggio: la forma della corolla alla base è più o meno tubulosa-imbutiforme, mentre all'apice è ligulata; di solito sono colorate di giallo o bianco; talvolta hanno le corolle atrofizzate, altrimenti le ligule sono bilobate o trilobate;
- fiori del disco: la forma è tubulare bruscamente divaricata in 5 lobi (corolle pentamere, qualche volta tetramere, raramente esamere o trimere); i lobi, patenti o eretti, hanno una forma deltata o più o meno lanceolata; il tubo è breve o di lunghezza uguale alla gola; il colore è giallo o bianco.

- Androceo: l'androceo è formato da 5 stami sorretti da filamenti generalmente liberi; gli stami sono connati e formano un manicotto circondante lo stilo.[10] Le appendici delle antere hanno delle forme da lanceolate a ovate, sono glabre e colorate di nero. Sono presenti dei prominenti canali resinosi. Il tessuto endoteciale (rivestimento interno dell'antera) è quasi sempre polarizzato (con due superfici distinte: una verso l'esterno e una verso l'interno). Il polline è sferico con un diametro medio di circa 25 micron;  è tricolporato (con tre aperture sia di tipo a fessura che tipo isodiametrica o poro) ed è echinato (con punte sporgenti).

- Gineceo: l'ovario è infero uniloculare formato da 2 carpelli.[10] I bracci dello stilo (gli stigmi) sono provvisti di apici deltati con punte rastremate con lunghe e ampie linee stigmatiche.

Frutti. I frutti sono degli acheni con pappo. La forma è ob-compressa o ob-piatta. La superficie è glabra o pelosa. Il pappo è provvisto di diverse reste barbate retrorse.

## Biologia
Impollinazione: l'impollinazione avviene tramite insetti (impollinazione entomogama tramite farfalle diurne e notturne).

Riproduzione: la fecondazione avviene fondamentalmente tramite l'impollinazione dei fiori (vedi sopra).

Dispersione: i semi (gli acheni) cadendo a terra sono successivamente dispersi soprattutto da insetti tipo formiche (disseminazione mirmecoria). In questo tipo di piante avviene anche un altro tipo di dispersione: zoocoria. Infatti gli uncini delle brattee dell'involucro (se presenti) si agganciano ai peli degli animali di passaggio disperdendo così anche su lunghe distanze i semi della pianta. Inoltre per merito del pappo (se presente) il vento può trasportare i semi anche a distanza di alcuni chilometri (disseminazione anemocora).

## Distribuzione e habitat
Le specie di questo genere sono distribuite in Sudamerica nord-occidentale. L'habitat tipico sono le aree tropicali delle Ande.

## Sistematica
La famiglia di appartenenza di questa voce (Asteraceae o Compositae, nomen conservandum) probabilmente originaria del Sud America, è la più numerosa del mondo vegetale, comprende oltre 23.000 specie distribuite su 1.535 generi, oppure 22.750 specie e 1.530 generi secondo altre fonti (una delle checklist più aggiornata elenca fino a 1.679 generi). La famiglia attualmente (2021) è divisa in 16 sottofamiglie; la sottofamiglia Asteroideae è una di queste e rappresenta l'evoluzione più recente di tutta la famiglia.

### Filogenesi
Il gruppo di questa voce è descritto nella sottotribù Coreopsidinae caratterizzata da capolini sotteso da una (o più) brattee fogliacee, da foglie con una disposizione opposta e da bracci dello stilo più corti dell'area stigmatica.
Nell'ambito della sottotribù  Ericentrodea, da un punto di vista filogenetico, si trova in una zona centrale e insieme ai generi Cyathomone  e Coreocarpus  forma un clade.
I caratteri distintivi del genere sono:
- il portamento è tipo vite delle Ande tropicali;
- il pappo è provvisto di diverse reste barbate retrorse;
- gli acheni esterni hanno delle forme urceolate.

### Elenco delle specie
Questo genere ha 6 specie:
- Ericentrodea corazonensis S.F.Blake & Sherff
- Ericentrodea davidsmithii H.Rob.
- Ericentrodea decomposita S.F.Blake & Sherff
- Ericentrodea homogama  S.F.Blake & Sherff
- Ericentrodea mirabilis S.F.Blake & Sherff
- Ericentrodea ramirezii H.Rob. & S.Díaz